# Ben Lyon
Ben Lyon (ur. 6 lutego 1901 w Atlancie, zm. 22 marca 1979 w Honolulu) – amerykański aktor filmowy, teatralny, telewizyjny i radiowy. Posiada swoją gwiazdę na Hollywoodzkiej Alei Gwiazd.

## Wybrana filmografia
- 1918: The Transgressor
- 1923: Flaming Youth jako Monty Standish
- 1924: Jej wielka miłość (Lily of the Dust) jako porucznik Prell
- 1926: Książę pokus (Prince of Tempters) jako Francis
- 1930: Aniołowie piekieł (Hell's Angels) jako Monte Rutledge
- 1932: Hat Check Girl jako Buster Collins
- 1938: Gwiezdny pył (Stardust) jako Roy Harley
- 1954: Life with the Lyons jako Ben Lyon